# Cristina Andreu Cuevas
Cristina Andreu Cuevas (Casablanca, 8 de juny de 1960) és una directora de cinema espanyola. Des del 23 juny de 2018 Presidenta de la CIMA.

## Trajectòria
L'any 1982 el seu treball consistia a redactar guions, dirigir curtmetratges, així com script i assistent de direcció en llargmetratges.
En 1986 va dirigir Delirio 3, tercer capítol de la sèrie Delirios de amor. Un any més tard, va treballar com a assistent de direcció de José Miguel Ganga a "Rumbo Norte".
En 1989 va ser la guionista i directora del llarg "Brumal", basat en el llibre de Cristina Fernández Cubas "Los altillos de Brumal", que li va valer la nominació a l'any següent en els Premis Goya a la millor direcció novella. Va realitzar els making-of de les pel·lícules A los que aman d'Isabel Coixet (1998) i Los años bárbaros de Fernando Colomo.
Es va incorporar en els inicis de Canal Plus dissenyant projectes i formats en la categoria de direcció i guió, sobre personatges de la cultura espanyola, i en documentals pel canal de televisió Arte. Més tard va ser directora de programes LOCALIA T.V.
En 2006 un grup de directores es proposaren crear l'associació CIMA amb l'objectiu de visibilitzar i fomentar la presència de la dona dins del món audiovisual i aconseguir la igualtat. Va ser membre de la Junta Directiva des dels començaments, i en l'actualitat és la vicepresidenta de CIMA.
El 2008 es realitzà l'estudi "Mujeres y hombres en el cine español" que mostrava que la presència de la dona en aquest àmbit ascendia al 12-15%.
Va donar classe a l'Escola de Cinema i TV de la Universitat Veritas (Costa Rica).
Va realitzar el llibre mosaic que construeix la biografia d'Isabel Coixet titulat Una mujer bajo la influencia.
Entre 2013 i 2014 va viure a Palestina mentre dirigia el curt documental Bernarda Alba en Palestina.
És una de les impulsores de les millores a les ajudes a la dona de Cultura per a "acabar amb la disparitat".
En juny de 2018 assumí la presidència de CIMA rellevant Virginia Yagüe al costat de la qual havia estat col·laborant des de la directiva i a la qual conserva com a vicepresidenta.

## Filmografia

### Directora
- 1998: making-off de la pel·lícula A los que aman de Isabel Coixet (1998)
- 1998: making-off de la pel·lícula Los años bárbaros de Fernando Colomo (1998)
- 1989: Brumal, basada en el llibre Los altillos de Brumal de Cristina Fernández Cubas
- 1986: Delirio 3, tercer capítol de la sèrie Delirios de amor

### Assistent de direcció
- 1987: Rumbo Norte, assistent direcció de José Miguel Ganga

## Premis
Va ser nominada l'any 1990 al Goya a Millor Direcció Novella per la pel·lícula Brumal.